# Ex caritate
Die lateinische Wendung ex caritate bedeutet „aus Liebe“. Im Sprachgebrauch der römisch-katholischen Kirche wird der Ausdruck gebraucht, wenn eine seelsorgerische Betreuung, etwa die Spendung von Sakramenten, nicht aufgrund einer kirchenrechtlichen Zuständigkeit und Verpflichtung (ex officio), sondern aus Gründen der Angemessenheit erfolgt. So kann eine Ortschaft ex caritate von einer Pfarrei mitbetreut werden, zu deren Gebiet sie kirchenrechtlich nicht gehört, der sie aber geografisch benachbart ist. Solche Situationen bestehen vor allem an Bistumsgrenzen in Absprache zwischen den beteiligten Bistümern. Eine Änderung der Pfarreigrenzen würde in solchen Fällen eine Änderung der Bistumsgrenzen erfordern.